# Якубюк Анатолій Миколайович
Анатолій Миколайович Якубюк (нар. 11 січня 1944, Воля-Верещинська — 16 липня 2025) — український журналіст; член Спілки журналістів України з 1975 року. Чоловік художниці Тетяни Галькун.

## Біографія
Народився 11 січня 1944 року в селі Волі-Верещинській (нині Володавський повіт Люблінського воєвадства, Польща). 1947 року його сім'я була примусово виселена на Волинь. У 1960—1961 роках працював тесляром будівельного управління № 72 тресту «Волиньжитлобуд»; у 1961—1962 роках — слюсарем Луцького автозаводу. У 1962 році поступив на історико-філологічний факультет Луцького педагогічного інституту імені Лесі Українки.
Упродовж 1962—1965 років служив у Радянській армії на посаді обчислювача артилерійського вогню, був секретарем комсомольської організації дивізіону артполку.
У 1965—1966 роках продовжив навчання на історичному факультеті Луцького педагогічного інституту; у 1966—1968 роках — на загальноосвітньому факультеті Львівського університету імені Івана Франка.
З 1966 по 1967 рік працював кореспондентом-організатором редакції Ратнівського районного радіомовлення, кореспондентом, завідувачем відділу. З 1967 по 1975 рік обіймав посаду заступника редактора луцької районної газети «Слава праці». Одночасно у 1969—1974 роках навчався на відділенні газетних працівників у Вищій партійній школі при ЦК КПРС у Москві.
Протягом 1975—1978 років завідував відділом обласної газети «Радянська Волинь»; у 1978—1986 роках працював інструктором з питань преси, телебачення і радіомовлення, письменницької організації і книгорозповсюдження Волинського обкому партії. У 1984 році закінчив одинадцяті центральні командні курси при Головному Політуправлінні Збройних Сил СРСР, отримав офіцерське звання.
У 1986—1989 роках — старший редактор Волинського облполіграфвидаву; з 1989 року — головний редактор Всеукраїнського суспільно-політичного і літературно-мистецького журналу «Волинь».
У 2000—2004 роках очолював відділ засобів масової інформації, видавництв і поліграфії управління у справах преси та інформації Волинської обласної державної адміністрації та одночасно у 2003—2005 роках очолював Волинську організацію Національної спілки журналістів України. У 2004 році вийшов на пенсію, після чого продовжив видавати журнал «Волинь» і його літературний додаток.
З 2008 року — старший науковий співробітник Волинського національного університету імені Лесі Українки, головний редактор 10-томної Волинської універсальної енциклопедії. Протягом 2010—2015 років обирався депутатом Волинської обласної ради.

## Творчо-видавнича діяльність
Його перу належать:
- путівник «Луцьк» (1983);
- монографія «Андрій Рубльов: міфи і реальність» (1995, рукопис);
- навчальний посібник «Натюрморт: історія, теорія, практика» (2005, у співавторстві з Тетяною Галькун[3]);
- альбом «На рідній землі: життя і творчість Тетяни Галькун» (2006);
- 3-томна праця «Історія Великої Волині в особах»;

художньо-документальні повісті
- «Дівчина з легенди» (1984);
- «Його знали лише в обличчя» (1987);

збірники публіцистичних статей
- «Мости братерства: українсько-польський досвід» (1987);
- «Випробування якістю» (1987);
- «В ім'я гуманної мети» (1988).

Друкувався у журналах «Волинь», «Огонёк», «Неделя» та періодичній пресі.
Співавтор книг «Луцьк: фотоальбом» (1985), «Луцьк: історико-культурний заповідник» (1987); упорядник книги «Пісня дощу: Поезії К. Шишка» (2001); редактор 48 книг, у тому числі таких авторів, як:
- Микола Жулинський («Вірю в силу духу», 1997);
- Василь Простопчук та А. Чебикін («Блаженність», 2002);
- Харитон Сегейда («Світильники отчої віри», 2002);
- Олександр Богачук («А час не жде…», 2003);
- Галина Зелінська («Дике яблуко», 2006; «Бенкет чаклунки», 2009);
- Ігор Павлюк («Бунт», 2007).

## Відзнаки
У 1987, 1988 роках перемагав на республіканських конкурсах публіцистики системи Держкомвидаву України; у 2005 році — на загальнонаціональному конкурсі публіцистів імені Пантелеймона Куліша.
У 2004 році нагороджений грамотою Кабінету міністрів України.